# Myrmekiaphila fluviatilis
Myrmekiaphila fluviatilis là một loài nhện trong họ Euctenizidae. Loài này phân bố ờ Hoa Kỳ.